# モンティ内閣
モンティ内閣（モンティないかく、イタリア語: Governo Monti）は、イタリアの第61代内閣。首相（閣僚評議会議長）はマリオ・モンティ（第82代）。

## 概要
在任期間は529日間。

## 沿革
2011年11月8日、代議院（下院）で2010年決算の採決があり、賛成308・棄権1・無投票321で承認されたものの、与党・中道右派勢力は下院で過半数を割り込んだことが明らかとなった。また、欧州金融危機がイタリア国内に波及しイタリア国債の下落が続き、信用不安が拡大した。
この結果、シルヴィオ・ベルルスコーニは予算成立後に総辞職することを決定した。11月11日に元老院（上院）が、12日に下院が予算を可決し、ベルルスコーニは大統領のジョルジョ・ナポリターノに辞表を提出した。13日にはナポリターノは上下両院議長、議会各党代表者と会談し経済学者のマリオ・モンティに組閣を要請した。
モンティ内閣は11月16日に発足し国会議員や政党幹部が入閣しない「非政治家内閣」となった。翌17日、で賛成281票、反対25票、18日は下院で賛成556票、反対61票で信任された。

## 人事

### 閣僚
※モンティ首相のみ日本語記事にリンク。
| 職名                                      | 氏名 | 氏名                                 | 在任期間                       | 所属党派 | 所属党派 |
| ----------------------------------------- | ---- | ------------------------------------ | ------------------------------ | -------- | -------- |
| 閣僚評議会議長 （首相）                   |      | マリオ・モンティ                     | 2011年11月16日 - 2013年4月28日 |          | 無所属   |
| 外相                                      |      | ジュリオ･テルツィ･ディ・サンターガタ | 2011年11月16日 - 2013年3月26日 |          | 無所属   |
| 外相                                      |      | マリオ・モンティ                     | 2013年3月26日 - 2013年4月28日  |          | 無所属   |
| 内相                                      |      | アンナ･マリア･カンチェッリエーリ     | 2011年11月16日 - 2013年4月28日 |          | 無所属   |
| 経済財政相                                |      | マリオ・モンティ                     | 2011年11月16日 - 2012年7月11日 |          | 無所属   |
| 経済財政相                                |      | ヴィットリオ・グリッリ               | 2012年7月11日 - 2013年4月28日  |          | 無所属   |
| 国防相                                    |      | ジャン・パオロ・ディ・パオラ         | 2011年11月16日 - 2013年4月28日 |          | 無所属   |
| 司法相                                    |      | パオラ･セヴェリーノ                  | 2011年11月16日 - 2013年4月28日 |          | 無所属   |
| 経済開発相 インフラ整備交通相             |      | コッラード･パッセラ                  | 2011年11月16日 - 2013年4月28日 |          | 無所属   |
| 労働社会政策相                            |      | エルザ･フォルネーロ                  | 2011年11月16日 - 2013年4月28日 |          | 無所属   |
| 農林食品政策相                            |      | マリオ･カターニア                    | 2011年11月16日 - 2013年4月28日 |          | 無所属   |
| 教育大学研究相                            |      | フランチェスコ･プロフーモ            | 2011年11月16日 - 2013年4月28日 |          | 無所属   |
| 保健相                                    |      | レナート･バルドゥッツィ              | 2011年11月16日 - 2013年4月28日 |          | 無所属   |
| 環境相                                    |      | コッラード･クリーニ                  | 2011年11月16日 - 2013年4月28日 |          | 無所属   |
| 文化観光相                                |      | ロレンツォ･オルナーギ                | 2011年11月16日 - 2013年4月28日 |          | 無所属   |
| 無任所相 （欧州関係担当）                 |      | エンツォ・モアヴェーロ・ミラネージ   | 2011年11月16日 - 2013年4月28日 |          | 無所属   |
| 無任所相 （地域連携担当）                 |      | ファブリツィオ・バルカ               | 2011年11月16日 - 2013年4月28日 |          | 無所属   |
| 無任所相 （議会関係・政策実施担当）       |      | ピエロ・ジャルダ                     | 2011年11月16日 - 2013年4月28日 |          | 無所属   |
| 無任所相 （観光・スポーツ・地方関係担当） |      | ピエロ・ニューディ                   | 2011年11月16日 - 2013年4月28日 |          | 無所属   |
| 無任所相 （国際協力・統合担当）           |      | アンドレア・リッカルディ             | 2011年11月16日 - 2013年4月28日 |          | 無所属   |
| 無任所相 （行政改革担当）                 |      | フィリッポ・パトローニ・グリッフィ   | 2011年11月16日 - 2013年4月28日 |          | 無所属   |